# In the Mood
In the Mood è un brano musicale scritto da Joe Garland sulla base di un suo precedente brano e di un tema - riff, probabilmente di tradizione orale, inciso da Wingy Manone nel 1930. Nel 1939 Glenn Miller acquista il brano e ne affida l'arrangiamento ad Eddie Durham, contribuendo egli stesso a rivederlo. È probabilmente il brano universalmente più conosciuto e popolare della swing era, della quale è diventato uno dei simboli.

## Descrizione

### Storia
Joe Garland  propone il brano ad Artie Shaw che lo suona dal vivo senza però mai inciderlo in studio. Miller, sempre alla ricerca di brani potenti e potenziali successi individua in In The Mood un brano adatto. Miller scrisse così uno dei migliori arrangiamenti di quegli anni: Eddie Durham per la trascrizione e l'arrangiamento-riscrittura del brano, egli stesso collabora alle modifiche. Nell'estate del 1939 l'orchestra Miller viene scritturata in alcune importanti sale da ballo di New York; la musica suonata in queste sale sarà diffusa in tutti gli Stati Uniti grazie alle trasmissioni radio così oggi possiamo ascoltare la versione live di In The Mood eseguita nel luglio del '39. Versione molto più lunga e in parte diversa da quella discografica che l'orchestra inciderà il primo di agosto del 1939 nello studio 2 della RCA Victor di New York. I 4 minuti e 40 della versione dal vivo verranno ridotti, per poterli far stare in un 78 giri, a poco più di 3 con tagli e semplificazioni. 
In the Mood viene inserito nella Grammy Hall of Fame molto tardi, soltanto nel 1983.